# Tessy van de Ven
Tessy van de Ven (Woerden, 8 juli 1983) is een voormalig tennisspeelster uit Nederland. Zij was actief in het internationale tennis van 2000 tot en met 2006.

## Loopbaan
Van de Ven startte haar tennisloopbaan in 2000, met deelname aan de kwalificaties voor ITF-toernooien in België en Israël. In 2003 stond zij voor het eerst in een enkelspelfinale, op het ITF-toernooi van Hull.
Van de Ven won in 2003 en 2004 het ITF-toernooi van Alphen aan den Rijn en in 2004 de ITF-toernooien van Sunderland en Bolton. In 2003 heeft zij de Nationale Tenniskampioenschappen gewonnen (gemengd dubbelspel met Steven Bijl) en in 2004 speelde zij twee wedstrijden voor het Nederlandse Fed Cup-team, samen met Anousjka van Exel. Haar hoogste positie op de wereldranglijst is 304, bereikt in november 2004.
In het dubbelspel stond zij in 2001 al in een ITF-finale; zij won de titel in Brussel, samen met landgenote Suzanne van Hartingsveldt. In 2003 won zij in Alphen aan den Rijn niet alleen de enkelspeltitel, maar tevens de dubbelspeltitel (weer met Van Hartingsveldt). In totaal won zij vijf ITF-toernooien. Haar hoogste positie op de wereldranglijst is 314, bereikt in mei 2004.

## Posities op deWTA-ranglijst
Positie per einde seizoen:
| jaar | rang enkelspel | rang dubbelspel |
| ---- | -------------- | --------------- |
| 2001 | 655            | 448             |
| 2002 | 482            | 413             |
| 2003 | 316            | 410             |
| 2004 | 323            | 347             |
| 2005 | 502            | 767             |

## Palmares

### Gewonnen ITF-toernooien enkelspel
| nr. | finale     | toernooi            | dotatie  | ondergrond | tegenstandster in finale | score         |
| --- | ---------- | ------------------- | -------- | ---------- | ------------------------ | ------------- |
| 1.  | 2003-08-31 | Alphen aan den Rijn | $ 10.000 | gravel     | Sandra Martinović        | 6-3, 7-5      |
| 2.  | 2004-08-29 | Alphen aan den Rijn | $ 10.000 | gravel     | Gaëlle Widmer            | 6-3, 6-3      |
| 3.  | 2004-10-17 | Sunderland          | $ 25.000 | hardcourt  | Margit Rüütel            | 4-6, 6-0, 6-3 |
| 4.  | 2004-10-24 | Bolton              | $ 10.000 | hardcourt  | Karen Nugent             | 6-2, 6-4      |

### Gewonnen ITF-toernooien dubbelspel
| nr. | finale     | toernooi            | dotatie  | ondergrond | partner                   | tegenstandsters in finale                   | score          |
| --- | ---------- | ------------------- | -------- | ---------- | ------------------------- | ------------------------------------------- | -------------- |
| 1.  | 2001-07-22 | Brussel             | $ 10.000 | gravel     | Suzanne van Hartingsveldt | Irena Nossenko Aleksandra Vucenovic         | 6-3, 6-4       |
| 2.  | 2002-06-09 | Poznań              | $ 10.000 | gravel     | Jolanda Mens              | Celeste Contín Ana Lucía Migliarini de León | 6-2, 6-2       |
| 3.  | 2003-07-06 | Heerhugowaard       | $ 10.000 | gravel     | Suzanne van Hartingsveldt | Kika Hogendoorn Vladimíra Uhlířová          | 6-4, 2-0, opg. |
| 4.  | 2003-08-31 | Alphen aan den Rijn | $ 10.000 | gravel     | Suzanne van Hartingsveldt | Jolanda Mens Anouk Sterk                    | 6-2, 6-2       |
| 5.  | 2004-08-22 | Enschede            | $ 10.000 | gravel     | Susanne Trik              | Daniela Klemenschits Sandra Klemenschits    | 4-6, 6-0, 6-4  |